# 定慧寺 (苏州)
定慧寺，位于中国江苏省苏州市姑苏区凤凰街定慧寺巷34号。

## 历史
初建于唐咸通年间，后几毁几建。现存清代山门、天王殿、大殿等建筑，坐北朝南。